# جارو علفی
جارو علفی، علف پشمکی یا جوی پیغمبری (Bromus) گیاهی است با برگ‌های باریک و آویزان، که دارای ریشهٔ نسبتاً عمیقی است و در مقابل خشکی و گرما مقاوم می‌باشد و به همین جهت نیز قادر است در تابستان گرم به رشد و نمو خود ادامه دهد. گیاهان این جنس را در اوایل رشد می‌توان به وسیله برگ‌های بلند و باریک و کرکدار آن که به‌طور محسوسی در جهت عقربه‌های ساعت پیچ خورده‌است شناخت و چنانچه نشاءهای جوان را به آرامی و با دقت از خاک خارج نمائیم معمولاً دانه به قاعده ساقه چسبیده‌است. کشت مخلوط آن با یونجه به علت خوش‌خوراکی ویژه ای که دارد بسیار مناسب است.
شترها از انواع مختلف این گیاه تغذیه می‌کنند.

## منبع مورد استفاده
- به نقل از مقاله گیاهان مرتعی مورد استفاده شتر تألیف دکتر احسان مقدس، از انتشارات معاونت امور دام وزارت جهاد کشاورزی، سال ۱۳۷۴ تهران